# アンダマン諸島
アンダマン諸島（アンダマンしょとう、Andaman Islands）は、インド東部のベンガル湾に浮かぶ、インド、ミャンマーに属する島々。南の方にあるニコバル諸島と共に、インドの連邦直轄地域アンダマン・ニコバル諸島を成している。また数島はミャンマーに属す。

## 概要
北緯10度30分から13度30分にわたって大小302の島々が連なる。さらに南には、19の島々からなるニコバル諸島がある。
面積は6,340km2で、人口は34万3125人（2011年）、中心地はポートブレアである。
住民の多くが南アンダマン島、中アンダマン島、北アンダマン島の3島に集中し、残りの小アンダマン島など276余りの島々は、ほぼ無人である。いずれの島ともほぼ低平で、最高点は738mにすぎない。2月から4月にかけては雨がやや少ないが年中、高温多潤である。南アンダマン島にある、中心都市のポートブレアでは最も寒い月でも23.7度ある。
2004年のスマトラ島沖地震では、震源が近いこともあり、津波も含めて被害が大きく、住民の生活が破壊され、大きな地形の変化が見られた。

## 産業
特筆する産業はほとんどなく、熱帯モンスーン下におけるジャングルが最大の資源である。アンダマン紅木をはじめとする木材、コプラ、ココナッツ、ゴムなどの林産物が貴重な輸出品である。近年は軟材を用いたマッチの製造工業が盛んになってきている。
島の面積のわずか4%が耕地化されているにすぎず、米、トウモロコシ、豆、キビ類が栽培されているものの、食料穀物は自給できず輸入に頼っており、チェンナイおよびコルカタがインド大陸からの窓口となっている。
最近は観光産業にも力を入れている。

## 歴史

### デンマーク植民地時代
1754年11月、デンマーク＝ノルウェーの当局者の会議がトランケバルで開催された。アンダマン・ニコバル諸島を植民地化し、コショウ、シナモン、サトウキビ、コーヒー、綿花を植えることが決定された。
1755年12月、デンマーク＝ノルウェーの入植者がアンダマン諸島に到着。しかし植民地ではマラリアが発生するため、1848年に定住地が永久に放棄されるまで何度も挫折が繰り返された。この散発的な占領は、オーストリアやイギリスなどの他の植民地勢力の島々への進出につながった
1777年にアンダマン・ニコバル諸島は、他のインド植民地とともに勅許会社（デンマーク・アジア会社）から政府に引き渡され、デンマーク＝ノルウェーの直轄植民地になった。

### イギリス植民地時代
17-18世紀にかけて、ヨーロッパの勢力、特にイギリスがアンダマン諸島を訪れるようになった。1789年、アンダマン・ニコバル諸島のうちアンダマン諸島がイギリス植民地となった。英海軍のコール・ブルックとアーチバルド・ブレアがアンダマン諸島に居留地を建設できないか調査を行った。
1857年にインド大反乱が起きると、イギリスはアンダマン諸島を反乱に加わった政治犯の流刑地に選んだ。翌1858年5月に最初の流刑者200人がポートブレアに上陸し、3か月経たないうちに流刑者数は773人に増えた。
イギリスは、1896年から十数年かけて、今も建物の残る大監獄・セルラー刑務所を建設した。またポートブレア沖合のロス島に教会、病院、郵便局等の施設を建設し、支配拠点を築いた。

## 住民
1857年以後、アンダマン諸島はイギリスに対して反乱を起こした政治犯の流刑地となり、インドやビルマから多くの流刑者がこの地に送られたことにより人口が増加した。のちにビルマ人、インド人の移民が加わり、原住民との混血を繰り返し、現在の住民構成となった。
人口は34万3125人（2011年）。住民の多くは第一次産業に従事している。現在では住民の大半がインド人移民であり、アンダマン諸島先住民（大アンダマン人、ジャンギル族、ジャラワ族、オンゲ族、センチネル族）は外部との接触による疫病等で激減または絶滅した。彼らは系統不明のアンダマン諸語を話す。

## 主要島嶼
- 北アンダマン島
- 南アンダマン島
- 中アンダマン島
- 小アンダマン島
- インタビュー島（英語版）
- 北センチネル島
- 南センチネル島
- ランドフォール島（英語版）
- ハブロック島（英語版）